# U-288
U-288 – niemiecki okręt podwodny (U-Boot) typu VII C z okresu II wojny światowej. Okręt wszedł do służby w 1943 roku. Jedynym dowódcą był Oblt. Willy Meyer. 

## Historia
Wcielony do 8. Flotylli U-Bootów celem szkolenia załogi, od lutego 1944 roku w 13. Flotylli jako jednostka bojowa.
Okręt odbył dwa patrole bojowe, podczas których nie zatopił żadnej jednostki przeciwnika.
U-288 został zatopiony 3 kwietnia 1944 roku na Morzu Barentsa na wschód od Wyspy Niedźwiedziej przez samolot Fairey Swordfish z lotniskowca eskortowego HMS „Activity” (zestrzelony podczas ataku) oraz Grumman Avenger i Grumman Wildcat z HMS „Tracker”. Zginęła cała 49-osobowa załoga U-Boota.